# Grønlandshaj
Grønlandshaj (Somniosus microcephalus - hvor somniosus er latin for "søvnig" - navnet kan oversættes til "Søvngænger med en lillebitte hjerne" under henvisning til dens langsomhed og ry for at være en dum fisk, der er let at fange og vikler sig selv ind i langliner ) er også kendt under navnet havkal eller havkarl. På engelsk kaldes den bl.a. for sleeper shark pga. sit ry for at optræde særdeles sløvt og bevæge sig langsommeligt; maksimal hastighed anslås til 2,7 kilometer i timen. Inuitterne kalder den eqalussuaq. 
Den antages at være det hvirveldyr der kan opnå den højeste levealder - anslået mellem 250 og 500 år.

## Adfærd og levevis
Grønlandshajen tilhører pighajfamilien og vokser sig større end sine slægtninge hvidhaj og hammerhaj. Den kan blive syv meter lang og veje op til et ton, men det er sjældent. Den er mørk af farve, og munden fyldt af skarpe savtænder. Den er blevet observeret fra nær havoverfladen til 2.200 meters dybde, men holder sig typisk på mellem 180 og 550 meters dybde. Da den kræver koldt vand, findes den oftere på lavt vand langt mod nord og dybere i den sydlige del af dens udbredelsesområde.
Grønlandshajen er den hajart i verden, der lever nordligst. Man finder den blandt andet i havene omkring Grønland og Island og sydpå så langt som Cape Cod og Den Engelske Kanal. I Danmark er den (når man ikke medregner Grønland og Færøerne) kun registreret omkring 20 gange, men den er dog formodentlig mere almindelig på dybt vand i Nordsøen og Skagerrak, end dette tal indikerer.
Bedømt ud fra maveindhold, man har studeret på fangede eksemplarer, spiser den tilsyneladende langsomme haj hurtigt bytte, såsom fisk og sæler. Man har desuden fundet rester af isbjørn, rensdyr og heste i hajernes maver. Blandt inuitter verserer historier om, at slædehunde ind imellem er blevet taget af grønlandshajer, som er lokket til kysten af nyligt fangede sæler, der endnu ligger blødende i vandet. Verdens nordligste sælkoloni på Svalbard mentes at være uden naturlige fjender, men bestanden har så store problemer, at grønlandshajen er kommet under mistanke.
Grønlandshajen er kendt for sit ringe syn, der skyldes en parasit ved navn Ommatokoita elongata, som hænger ud fra grønlandshajens øjne og er fæstet med et anker til hornhinden. Da parasitten er selvlysende, kan den tænkes at tiltrække byttedyr. Den kan gøre hajen delvis blind; men til gengæld for sit ringe syn, har hajen evnen til at lugte et bytte på flere kilometers afstand og er forsynet med en elektrisk sans, der afslører muskelbevægelser hos dyr i nærheden.
Grønlandshajen regnes som ufarlig for mennesker; men ved et møde mellem hajen og en gruppe dykkere i floden St. Lawrence, fulgte hajen efter dykkerne hele vejen op til overfladen, og GEERG-forskerne Harvey-Clark og Gallant gjorde en førstehåndserfaring med grønlandshajens evner til at lure på levende bytte under et frygtindgydende møde på grundt vand (5 meter) uden sigtbarhed i juni 2004.

### Levealder
Man kender ikke så meget til grønlandshajens liv i øvrigt, men studier viser, at arten kan blive endog meget gammel – tidligere estimerede man op til omkring 200 år. Nye undersøgelser, foretaget af bl.a. danske forskere, har vist at den kan blive langt ældre: Et lidt over 5 meter langt eksemplar var 392 ± 120 år gammel (dvs. mindst 272 år), hvilket gør grønlandshajen til dét hvirveldyr, der bliver ældst. Desuden fandt man, at grønlandshajen først bliver kønsmoden, når den er 156 ± 22 år. Centrum af hajens øjenlinse ændrer sig ikke efter fødslen, så vævets kemiske sammensætning vil dermed afsløre hajens alder. Når en fisk, som kan blive over fire meter lang, kun vokser nogle få cm i året, må den have levet længe. Den største hun i Julius Nielsens studie var 502 cm lang, og må derfor være mindst 272 år gammel. Sandsynligvis svømmede hun rundt på Tordenskjolds tid. Desværre omkommer mange grønlandshajer som bifangst, når der fiskes efter helleflynder. 
En rognsæk med omkring 500 appelsinstore æg er rapporteret, men hunnen føder alligevel kun et lille antal levende unger på omkring 40–70 cm. Sandsynligvis har disse - som hos andre haj-arter - i løbet af svangerskabet fortæret de andre æg og unger.
I juli 2013 blev der ved Boknafjorden fanget et eksemplar med vægt anslået til 1.099 kilogram.

## Fangst
Grønlandshajen er berygtet for sit kød, som indeholder store mængder urinstof og virker kraftigt berusende, når det er ferskt. Det kan først spises efter en lang koge-tørre-koge-proces og blev mest benyttet til hundefoder. I Norge var der lang tradition for at fiske grønlandshaj. I 1700- og 1800-tallet foregik det i mindre skala langs med kysten, men i 1900-tallet måtte fiskerne længere ud. Hajen blev fisket for sin store levers skyld, hvorfra man udvandt tran og lampeolie. 1960 er det sidste år, hvor norsk fiskeristatistik har fangsttal for grønlandshaj. Det år var udbyttet 101 tons lever af grønlandshaj til en værdi af 95.000 kr.